# كأس الأمم الإفريقية 2029
كأس الأمم الإفريقية 2029، من المقرر أن تكون النسخة السابعة والثلاثين من بطولة كرة القدم للمنتخبات الوطنية لفئة الرجال التي تقام كل عامين والتي ينظمها الاتحاد الإفريقي لكرة القدم.

## اختيار الدولة المضيفة
أعربت هذه الدول عن اهتمامها بالاستضافة:
- أنغولا: في أبريل 2024، شجع رئيس الاتحاد الإفريقي لكرة القدم، باتريس موتسيبيه أنجولا على التقدم بطلب استضافة البطولة.[1] ولم تستضيف أنجولا كأس الأمم الإفريقية سوى مرة واحدة في عام 2010.
- جمهورية الكونغو الديمقراطية: بعد حصولهم على المركز الرابع في نسخة 2023، صرح رئيس جمهورية الكونغو الديمقراطية أنه يستعد لتقديم ترشيح لهذا الحدث. استضافت عاصمة جمهورية الكونغو الديمقراطية، كينشاسا، مؤخرًا دورة الألعاب الفرانكوفونية 2023، لكن الدولة لم تستضف مطلقًا كأس الأمم الإفريقية.[2]
- إثيوبيا: على الرغم من عدم وجود أي ملاعب معتمدة من الاتحاد الإفريقي لكرة القدم، يريد وزير الثقافة والرياضة، كيجيلا ميرداسا، بناء ستة ملاعب في البلاد لطلب استضافة كأس الأمم الإفريقية في عام 2029 أو 2031. سبق أن استضافت إثيوبيا كأس الأمم الإفريقية في 1962، 1968 و1976.

- غينيا الاستوائية: خلال زيارة رئيس الاتحاد الإفريقي لكرة القدم، باتريس موتسيبيه، أعربت حكومة غينيا الاستوائية عن رغبتها في الترشح لبطولتي 2029 و2031. استضافت غينيا الاستوائية كأس الأمم الإفريقية مرتين، في 2012 مع الغابون وفي 2015 بمفردها بعد انسحاب المضيف الأصلي المغرب بسبب وباء فيروس إيبولا في غرب أفريقيا.

- زامبيا (من المحتمل أن يكون ترشيح مشترك مع  بوتسوانا): بعد تسع محاولات فاشلة للفوز بعملية تقديم العروض لكأس الأمم الإفريقية، بما في ذلك ترشيح لنسخة 2027، تريد زامبيا التقدم للمرة العاشرة.[3] وقد تم ذكر إمكانية المشاركة في الاستضافة مع بوتسوانا.[4] لم تستضف زامبيا كأس الأمم الإفريقية مطلقًا، لكن تم تجريدها سابقا من استضافة نسخة 1988 لأسباب مالية.[3]